# Claude Piron
Claude Piron (Namur, Bélgica, 26 de febrero de 1931-Gland, Suiza, 22 de enero de 2008) era un psicólogo suizo, muy conocido como escritor en la lengua internacional esperanto.

## Carrera
Diplomado en la Escuela de Intérpretes de la Universidad de Ginebra, fue traductor en la ONU de chino, de inglés, de ruso y de español. Posteriormente trabajó para la Organización Mundial de la Salud, entre otros en África y Asia. 
En 1968 empieza a practicar la psicoterapia, hasta su muerte, en su gabinete de Gland (Suiza), ocupándose sobre todo de la supervisión de jóvenes psicólogos. Dio clase en la Facultad de Psicología y de las Ciencias de la Educación de la Universidad de Ginebra de 1973 a 1994.

### Publicaciones
Publicó numerosos artículos en esperanto, en francés y en inglés en el ámbito de la psicología, de la comunicación intercultural, de las lenguas en general y del esperanto en particular. Su obra en esperanto comprende una docena de novelas, numerosos cuentos, una recopilación de poemas e incluso canciones, además de traducciones. Parte de ellas fueron publicados mediante el seudónimo Johan Valano (y Johan Balano para una obra erótica). 
Escribió en francés algunas obras sobre asuntos psicológicos, así como un ensayo sobre la comunicación lingüística: Le défi des langues - Du gâchis au bon sens [El Desafío de las lenguas - Del lío al sentido común] (París: L' Harmattan, 2ª edición 2001).

## El esperanto
Claude Piron aprendió el esperanto en su infancia. Utilizó esta lengua en numerosos países, incluyendo Japón, China, Uzbekistán, diversos países de África y de América Latina, y lo enseñó en la Universidad de San Francisco (San Francisco State University, Humanities, 1981 y 1983). Fue miembro de la Academia de Esperanto, miembro honorario de la Asociación Mundial de Esperanto y miembro de la Asociación de Escritores en Esperanto. 

### Obras pedagógicas
Su obra más conocida en este ámbito, Gerda malaperis! se utiliza a menudo como primer libro de lectura después de un primer curso de esperanto tal como Lernu!. Esta pequeña novela policíaca se limita a una gramática básica y a un vocabulario reducido a las palabras más frecuentes en los primeros capítulos, para ensancharse progresivamente en estructuras más complejas e introducir una pequeña lista de palabras nuevas en cada capítulo.

### Ensayos sobre el esperanto
Claude Piron es muy famoso en el ámbito del esperanto por su libro "La bona lingvo" (La buena lengua), obra de ensayo en la que critica la práctica de recurrir inútilmente a los neologismos provenientes de las lenguas europeas. En contrapartida, defiende la tesis según la cual el esperanto es fácil porque su estructura se acerca a la del pensamiento gracias a su principio aglutinante, que permite expresarse asociando creativamente morfemas según un esquema que está más cerca del esquema del pensamiento. En consecuencia, según Piron, el esperanto, contrariamente a todas las lenguas naturales, permite, tanto en su gramática como en la formación de las palabras, fiarse del propio reflejo de asimilación generalizadora, una ley psicolingüística descrita por Jean Piaget.

## Obras literarias
- Malmalice (poemas 1977)
- Ĉu li bremsis sufiĉe? (novela policíaca 1978)
- Kiel personeco sin strukturas (discurso 1978)
- Ĉu li venis trakosme? (novela policíaca 1980)
- Ĉu ni kunvenis vane? (novela policíaca 1982)
- Ĉu ŝi mortu tra-fike? (novela policíaca 1982)
- Ĉu rakonti novele? (cuentos policíacos 1986)
- Sen pardono (manual  1988)
- Esperanto el la vidpunkto de verkisto (tríptico 1992)
- La Dorsosako de Panjo Rut' (con Sándor Bakó, cuentos, 1995)
- Tien (novela de ciencia ficción 1997)
- Tiaj ni estas (con Sándor J. Bako, cuentos)
- La kisa malsano. «Tiaj ni estas», Volumen 2 (con Sándor J. Bako, cuentos 2001)
- La meteoro. «Tiaj ni estas», Volumen 3 (con Sándor J. Bako, cuentos 2002)
- Dio, psiĉjo kaj mi, aparecida pocos días antes de su fallecimiento (2008)

### En español
- Democracia lingüística
- Un tesoro educativo ignorado
- ¿Dónde están los mitos? ¿Dónde están las realidades?
- Estos terrícolas son unos auténticos masocas
- Confesión de un loco europeo

### En otros idiomas
- Colección de textos de Claude Piron
- Le défi des langues - Du gâchis au bon sens. (ensayo, L'Harmattan, París, 1994)
- Communication linguistique: Étude comparative faite sur le terrain.
- Espéranto: l'image et la réalité.
- Langue occidentale, l'espéranto?
- Espéranto: le point de vue d'un écrivan
- Psikologiaj aspektoj de la monda lingvoproblemo kaj de Esperanto.

### En vídeo
- Les langues: un défi - Claude Piron en Youtube..

- Datos: Q12801
- Multimedia: Claude Piron / Q12801